# Guerreros (programa de televisión de Puerto Rico)
Guerreros, fue un programa de competencia trasmitido por WAPA-TV, desde el 20 de mayo de 2019 hasta el 31 de agosto de 2023. Guerreros era la versión puertorriqueña del programa peruano, Esto es guerra. El programa es conducido por Jaime Mayol, Diane Ferrer y la voz en off de Emilio Pérez (Don Emilio). En la primera temporada estuvo conformado por dos equipos «Hombres» y «Mujeres» y a partir de su segunda temporada está vez estuvo conformado por dos equipos: «Cobras» y «Leones», los cuales están integrados por un grupo de jóvenes que luchan en distintos tipos de pruebas para consagrarse campeones, además de luchar por ser el «jugador más valioso» o la «jugadora más valiosa» de la temporada.
En la cuarta temporada y la octava temporada (Guerreros vs. Los Otros) desaparecieron los equipos "Cobras" y "Leones" para convertirlo en uno solo, "Guerreros" e incluyó un equipo totalmente nuevo llamado "Los Otros".
El 17 de enero de 2022, el presentador José Figueroa se despidió de Guerreros para trasladarse a la cadena UniMás. En su reemplazo llegó el gimnasta profesional Tommy Ramos.
El 17 de agosto de 2022, Tommy Ramos se despidió de Guerreros inesperadamente, ineminentemente y respectivamente. En su reemplazo llegó el modelo y presentador Jaime Mayol, e iniciando la octava temporada también.
El 31 de agosto de 2023, el productor Aníbal Fernández anunció vía Instagram, que la novena temporada era la última del programa, poniendo fin a más de 4 años del reality en Puerto Rico.

## Presentadores
| Nombre                    | Período   | Papel que realizó      |
| ------------------------- | --------- | ---------------------- |
| Diane Ferrer              | 2019-2023 | Presentadora principal |
| Jaime Mayol               | 2022-2023 | Presentador principal  |
| Tommy Ramos               | 2022      | Presentador principal  |
| José Figueroa             | 2019-2022 | Presentador principal  |
| Emilio Pérez (Don Emilio) | 2019-2023 | Comentarista principal |

## Participantes
- Tabla de participantes:

| Participantes                     | Temporada | Temporada | Temporada | Temporada | Temporada | Temporada | Temporada | Temporada | Temporada | Temporada | Temporada | Temporada | Temporada | Temporada | Temporada | Temporada | Temporada | Temporada | Temporada |
| Participantes                     | 1         | 2         | 3         | 3         | 4         | 5         | 5         | 6         | 6         | 6         | 6         | 6         | 6         | 7         | 7         | 7         | 7         | 8         | 9         |
| --------------------------------- | --------- | --------- | --------- | --------- | --------- | --------- | --------- | --------- | --------- | --------- | --------- | --------- | --------- | --------- | --------- | --------- | --------- | --------- | --------- |
| Asaf Torres ''El Fénix''          | H.        | L.        | L.        | C.        | G.        | L.        | C.        | C.        | L.        |           |           |           |           |           |           |           |           |           |           |
| Carlos José Torres                | H.        | C.        | C.        | C.        | G.        | C.        |           |           |           |           |           |           |           |           |           |           |           |           |           |
| Cynthia Díaz †                    | M.        | L.        |           |           |           |           |           |           |           |           |           |           |           |           |           |           |           |           |           |
| Élvin ''Vin'' Ramos               | H.        | C.        |           |           |           |           |           |           |           |           |           |           |           |           |           |           |           |           |           |
| Francis Torres ''El Kraken''      | H.        | L.        | L.        |           |           |           |           | L.        | L.        | L.        | L.        | L.        | L.        |           |           |           |           |           |           |
| Fredito Mathews                   | H.        | L.        | L.        | L.        | G.        | L.        | L.        | L.        | L.        | L.        |           |           |           |           |           |           |           |           |           |
| Janice Betancourt ''La Valiente'' | M.        | C.        | C.        | C.        | L.O.      | C.        |           |           |           | L.        | L.        |           |           |           |           |           |           |           |           |
| Jeanthony Medina ''Chino''        | H.        | C.        | C.        | C.        | G.        | C.        | C.        | C.        | L.        |           | L.        | C.        | C.        | C.        | C.        | C.        | C.        |           |           |
| Miredy Rivera ''La Sirena''       | M.        | L.        | L.        | L.        | G.        | L.        | L.        | L.        | L.        | L.        | L.        | C.        |           |           |           |           |           |           |           |
| Mónica Rosado                     | M.        | C.        | C.        | L.        |           |           |           |           |           |           |           |           |           |           |           |           |           |           |           |
| Nicole Marie Colón                | M.        | L.        | L.        | C.        | G.        | L.        | L.        | L.        | C.        | C.        | C.        | C.        | L.        | L.        | L.        | C.        | C.        | G.        | C.        |
| Nievelis González ''La Amazona''  | M.        | C.        | C.        | C.        | G.        | C.        | C.        | C.        | L.        | L.        | C.        | C.        | C.        | C.        | C.        | C.        | C.        | G.        |           |
| Bryan A. González                 |           | C.        | C.        | C.        | G.        |           |           |           |           |           |           |           |           |           |           |           |           |           |           |
| Edgar Gabriel Rivera ''El Hyper'' |           | L.        | L.        | L.        |           | L.        | L.        | L.        | L.        | L.        | C.        | L.        |           | C.        | C.        | C.        |           |           |           |
| Lizbeth Cordero                   |           | L.        |           |           |           |           |           |           |           |           |           |           |           |           |           |           |           |           |           |
| Carlos Jomar Rodríguez            |           |           | C.        |           |           |           |           |           |           |           |           |           |           |           |           |           |           |           |           |
| Jeffrey Javier Cerda              |           |           | L .       | L .       | G.        | L.        | L.        | L.        | C.        | C.        | C.        | C.        | L.        | L.        | L.        | L.        | L.        | L.O.      | L.        |
| Joshua Santana ''Robocop''        |           |           | C.        | C.        | L.O.      | C.        | C.        | C.        | C.        | C.        | C.        | C.        | C.        | C.        | C.        | C.        | C.        |           |           |
| Yaniel Rodríguez                  |           |           | C.        | L.        | G.        |           |           |           | L.        | L.        | C.        | C.        | L.        | L.        | C.        |           |           |           |           |
| Yessenia Ruiz                     |           |           |           | C.        |           | C.        |           |           |           |           |           |           |           |           |           | L.        | L.        |           |           |
| Yillian Atkinson “La Pelua”       |           |           | L.        | L.        | G.        |           |           |           |           |           |           |           |           |           |           | C.        | C.        |           |           |
| Addylinette Castro                |           |           |           |           | L.O.      | L.        | L.        | L.        | C.        | L.        | C.        | L.        | L.        |           |           |           |           |           |           |
| Iván Fernández                    |           |           |           |           | L.O.      | L.        | L.        | L.        | C.        | C.        | L.        | L.        | L.        |           |           |           |           |           |           |
| Jesenia Cortés                    |           |           |           |           | L.O.      |           |           |           |           |           |           |           |           |           |           |           |           |           |           |
| Jomar Josué Pérez                 |           |           |           |           | L.O.      | L.        | L.        |           |           |           |           |           |           |           |           |           |           |           |           |
| Luis Guillermo Núñez ''Taz''      |           |           |           |           | L.O.      | C.        | C.        | C.        | C.        |           |           |           |           |           |           |           |           | L.O.      |           |
| Solimar Figueroa                  |           |           |           |           | L.O.      | L.        | L.        | L.        | C.        | L.        |           |           |           |           |           |           | L.        |           | C.        |
| Valeria Pagán “Nebula”            |           |           |           |           | L.O.      | C.        | C.        | C.        | C.        | C.        | C.        | L.        | C.        | C.        | C.        |           | C.        |           |           |
| Abdiel ''AJ'' Vargas              |           |           |           |           |           | C.        | C.        | C.        | C.        | C.        | C.        | C.        | C.        | C.        | C.        | C.        | C.        | G.        | C.        |
| Abraham Jorge Limery              |           |           |           |           |           | L.        |           |           |           |           |           |           |           |           |           |           |           |           |           |
| Adriana Pesquera                  |           |           |           |           |           | C.        | C.        | C.        | L.        |           | L.        | L.        | C.        | L.        | L.        |           |           |           |           |
| Paola Fernández ''La Dura''       |           |           |           |           |           | C.        | C.        | C.        | L.        | L.        | L.        | L.        | C.        | L.        | L.        | L.        | L.        | G.        | L.        |
| Carlos Caquías "Thor"             |           |           |           |           |           |           |           | C.        | C.        | C.        | L.        | L.        | C.        | C.        | L.        | L.        | L.        | G.        | C.        |
| Dan Pastrana ''El Halcón''        |           |           |           |           |           |           |           | L.        | L.        | L.        | L.        | L.        | C.        | L.        | L.        | L.        | L.        | G.        | L.        |
| Efraín Pagán                      |           |           |           |           |           |           |           |           |           | L.        |           | C.        | L.        |           |           |           |           |           |           |
| Luis Centeno "Centella"           |           |           |           |           |           |           |           |           |           |           |           | L.        | L.        | L.        | L.        | L.        | L.        | G.        | L.        |
| Thalia Rivera                     |           |           |           |           |           |           |           |           |           |           | L.        | C.        | L.        |           |           |           |           |           |           |
| Wilmar Amaris Arce "La Furia"     |           |           |           |           |           |           |           |           |           |           |           | C.        | L.        | C.        | C.        | C.        |           |           | L.        |
| Fernando Pis "Salvaje"            |           |           |           |           |           |           |           |           |           |           |           |           |           | L.        | L.        | C.        | C.        |           |           |
| Gabriela Short "Shorty"           |           |           |           |           |           |           |           |           |           |           |           |           |           | L.        | L.        | L.        |           |           |           |
| Seyna Santos                      |           |           |           |           |           |           |           |           |           |           |           |           |           | C.        |           |           |           |           |           |
| Lourdes Medina                    |           |           |           |           |           |           |           |           |           |           |           |           |           |           | C.        |           |           |           |           |
| Jonuel Méndez Ruiz ''Coyote''     |           |           |           |           |           |           |           |           |           |           |           |           |           |           | L.        | L.        | L.        | G.        |           |
| Paola de Jesús Rivera             |           |           |           |           |           |           |           |           |           |           |           |           |           |           | C.        |           |           |           |           |
| Valeri Tirado ''C. Flow''         |           |           |           |           |           |           |           |           |           |           |           |           |           |           | L.        | L.        | L.        | G.        |           |
| Alondra López                     |           |           |           |           |           |           |           |           |           |           |           |           |           |           | L.        |           |           |           |           |
| Christopher James                 |           |           |           |           |           |           |           |           |           |           |           |           |           |           | C.        | C.        | C.        |           |           |
| Naomi Núñez                       |           |           |           |           |           |           |           |           |           |           |           |           |           |           | C.        |           |           |           |           |
| Karelys Ramos                     |           |           |           |           |           |           |           |           |           |           |           |           |           |           |           | L.        |           |           |           |
| María del Mar Cruz                |           |           |           |           |           |           |           |           |           |           |           |           |           |           |           | L.        | L.        |           |           |
| Lyann Mena “Lily Power”           |           |           |           |           |           |           |           |           |           |           |           |           |           |           |           |           | C.        |           | C.        |
| Annie Corcino Méndez              |           |           |           |           |           |           |           |           |           |           |           |           |           |           |           |           |           | L.O.      |           |
| Emilio Merced R. ''Emil''         |           |           |           |           |           |           |           |           |           |           |           |           |           |           |           |           | L.        | L.O.      |           |
| Jomar DesJardin V. ''Flash''      |           |           |           |           |           |           |           |           |           |           |           |           |           |           |           |           |           | L.O.      |           |
| José Ale Rosa ''El Tanque''       |           |           |           |           |           |           |           |           |           |           |           |           |           |           |           | C.        |           | L.O.      |           |
| Junairys ''Juna'' Vázquez         |           |           |           |           |           |           |           |           |           |           |           |           |           |           |           |           |           | L.O.      |           |
| Liz Jelian ''La Taina''           |           |           |           |           |           |           |           |           |           |           |           |           |           |           |           |           |           | L.O.      | C.        |
| Nicole ''Nicky'' Mundo            |           |           |           |           |           |           |           |           |           |           |           |           |           |           |           |           |           | L.O.      |           |
| Yafed Marrero ''Tiburón''         |           |           |           |           |           |           |           |           |           |           |           |           |           |           |           | L.        | C.        | L.O.      | C.        |
| Andrea Nahir Ruiz                 |           |           |           |           |           |           |           |           |           |           |           |           |           |           |           |           |           |           | L.        |
| Gabriela Aponte                   |           |           |           |           |           |           |           |           |           |           |           |           |           |           |           |           |           |           | L.        |
| Jorge Mercado                     |           |           |           |           |           |           |           |           |           |           |           |           |           |           |           |           |           |           | L.        |
| Winedly Lugo                      |           |           |           |           |           |           |           |           |           |           |           |           |           |           |           |           |           |           | C.        |
| Natalie de Jesús                  |           |           |           |           |           |           |           |           |           |           |           |           |           |           |           |           |           |           | C.        |
| Justine Joel Rivera               |           |           |           |           |           |           |           |           |           |           |           |           |           |           |           |           |           |           | L.        |
| Gloriely Orozco                   |           |           |           |           |           |           |           |           |           |           |           |           |           |           |           |           |           |           | L.        |
| Alec Vélez                        |           |           |           |           |           |           |           |           |           |           |           |           |           |           |           |           |           |           | C.        |
| Louis Foure García                |           |           |           |           |           |           |           |           |           |           |           |           |           |           |           |           |           |           | C.        |
| Yaseth Bonano                     |           |           |           |           |           |           |           |           |           |           |           |           |           |           |           |           |           |           | L.        |

| Equipo ganador por temporada | Equipo ganador por temporada | Equipo ganador por temporada | Equipo ganador por temporada | Equipo ganador por temporada | Equipo ganador por temporada | Equipo ganador por temporada | Equipo ganador por temporada | Equipo ganador por temporada |
| 1                            | 2                            | 3                            | 4                            | 5                            | 6                            | 7                            | 8                            | 9                            |
| ---------------------------- | ---------------------------- | ---------------------------- | ---------------------------- | ---------------------------- | ---------------------------- | ---------------------------- | ---------------------------- | ---------------------------- |
| H.                           | L.                           | X                            | L. O.                        | L.                           | C.                           | C.                           | X                            | C.                           |

Leyenda
- Miembro del equipo de Hombres.
- Miembro del equipo de Mujeres.
- Miembro del equipo de Leones.
- Miembro del equipo de Cobras.
- Miembro del equipo de Guerreros.
- Miembro del equipo de Los Otros.

## Tabla de Temporadas
| Año  | Temp. | Denominación                                   | Estreno                                  | Equipo ganador | Mejor guerrero                    | Mejor guerrera                   |
| ---- | ----- | ---------------------------------------------- | ---------------------------------------- | -------------- | --------------------------------- | -------------------------------- |
| 2019 | 1     | Guerreros Hombres vs. Mujeres                  | 20 de mayo de 2019                       | Los Hombres    | Fredito Mathews                   | Cynthia Díaz †                   |
| 2019 | 2     | Guerreros Cobras vs. Leones                    | 13 de agosto de 2019                     | Los Leones     | Edgar Gabriel Rivera ''El Hyper'' | Nicole Marie Colón               |
| 2020 | 3     | Guerreros Cobras vs. Leones                    | 6 de enero de 2020                       | X              | -                                 | -                                |
| 2020 | 4     | Guerreros vs. Los Otros                        | 1 de junio de 2020                       | Los Otros      | Joshua Santana ''Robocop''        | Yillian Atkinson                 |
| 2020 | 5     | Guerreros Cobras vs. Leones "La Gran Batalla"  | 24 de agosto de 2020                     | Los Leones     | Asaf Torres ''El Fénix''          | Nievelis González ''La Amazona'' |
| 2021 | 6     | Guerreros Cobras vs. Leones "Recargado"        | 11 de enero de 2021                      | Las Cobras     | Joshua Santana ''Robocop''        | Nievelis González ''La Amazona'' |
| 2022 | 7     | Guerreros Cobras vs. Leones "Nueva Generación" | 18 de enero de 2022 15 de agosto de 2022 | Las Cobras     | Jonuel Méndez Ruiz ''Coyote''     | Nievelis González ''La Amazona'' |
| 2022 | 8     | Guerreros vs. Los Otros "2.0"                  | 5 de julio de 2022                       | X              | -                                 | -                                |
| 2023 | 9     | Guerreros Extremo                              | 22 de mayo de 2023                       | Las Cobras     | -                                 | -                                |

## Temporadas
Los participantes de cada equipo aparecen acorde a como finalizaron la temporada o como se encuentran conformados actualmente.

### Primera temporada
La primera temporada de Guerreros Puerto Rico, y la primera como Hombres vs. Mujeres, inició el lunes 20 de mayo de 2019 y finalizó el 9 de agosto del 2019. El sistema de competencia consistía en que todos los días se enfrentaban los equipos hombres y mujeres, es decir, de lunes a viernes competirán en diversas pruebas las cuales valen una cantidad determinada de puntos y de esta manera se daba a conocer quién era el ganador del día. Al finalizar la semana el equipo que obtenga la mayor cantidad de puntos ganará un premio monetario. El ganador absoluto de la primera temporada fue Jeanthony Medina conocido como ''Chino'', quien ganó 25 000 dólares dándole la victoria de la final de la temporada al equipo "Hombres".
| Hombres                      | Mujeres                              |
| ---------------------------- | ------------------------------------ |
| Asaf Torres ''El Fénix''     | Cynthia Díaz †                       |
| Carlos José Torres           | Janice Betancourt ''La Valiente''    |
| Élvin ''Vin'' Ramos          | Miredy Rivera ''La Sirena''          |
| Francis Torres ''El Kraken'' | Mónica Rosado                        |
| Fredito Mathews              | Nicole Marie Colón                   |
| Jeanthony Medina ''Chino''   | Nievelis González ''La Sandunguera'' |

Notas
- Sub: El participante es ganador del título "MVP" de la temporada.

### Segunda temporada
La segunda temporada de Guerreros Puerto Rico inició el lunes 13 de agosto de 2019 y finalizó el 20 de diciembre del 2019 en donde fueron presentados los competidores. El sistema cambió, ahora son equipos mixtos: ("Cobras" y "Leones"), siendo la primera temporada de Cobras vs. Leones. Esta temporada fue más extrema que la anterior y las competencias son más fuertes e intensas.
Tras un circuito gigante, con contenedores, grúas y diferentes obstáculos, los vencedores fueron el equipo de los "Leones". Asaf Torres (‘El Fénix’) se consagró como ganador absoluto, ganando un automóvil nuevo "Jeep" 0 km.
| Cobras                               | Leones                            |
| ------------------------------------ | --------------------------------- |
| Bryan A. González                    | Asaf Torres ''El Fénix''          |
| Carlos José Torres                   | Cynthia Díaz †                    |
| Élvin ''Vin'' Ramos                  | Edgar Gabriel Rivera ''El Hyper'' |
| Janice Betancourt ''La Valiente''    | Francis Torres ''El Kraken''      |
| Jeanthony Medina ''Chino''           | Fredito Mathews                   |
| Mónica Rosado                        | Lizbeth Cordero                   |
| Nievelis González ''La Sandunguera'' | Miredy Rivera ''La Sirena''       |
|                                      | Nicole Marie Colón                |

Notas
- Capitanes de los equipos al finalizar la temporada.
- Sub: El participante es ganador del título "MVP" de la temporada.
- Sub: El participante se retira del programa durante el transcurso de la temporada por motivos personales o de salud.

### Tercera temporada
La tercera temporada de Guerreros Puerto Rico, y la segunda como Cobras vs. Leones, dio inicio el lunes 6 de enero de 2020 y culminó el 29 de mayo de 2020. La mecánica fue la misma de la segunda temporada, dos equipos: Cobras y Leones y luchaban día a día en distintivas pruebas físicas, de habilidad mental y destreza para llevarse un premio semanal.
Durante la temporada se realiza una clasificación para la próxima temporada en la que desaparecerán los equipos "Cobras" y "Leones" para convertirlo en uno solo, "Guerreros". De igual manera, incluyó un equipo totalmente nuevo llamado "Los Otros". Es por esta razón que esta temporada nunca se terminó y debido a eso no hubo un equipo ganador.
| Cobras                               | Leones                            |
| ------------------------------------ | --------------------------------- |
| Asaf Torres ''El Fénix''             | Edgar Gabriel Rivera ''El Hyper'' |
| Bryan A. González                    | Francis Torres ''El Kraken''      |
| Carlos Jomar Rodríguez               | Fredito Mathews                   |
| Carlos José Torres                   | Jeffrey Javier Cerda              |
| Janice Betancourt ''La Valiente''    | Miredy Rivera ''La Sirena''       |
| Jeanthony Medina ''Chino''           | Mónica Rosado                     |
| Joshua Santana ''Robocop''           | Yaniel Rodríguez                  |
| Nicole Marie Colón                   | Yillian Atkinson                  |
| Nievelis González ''La Sandunguera'' |                                   |
| Yessenia Ruiz                        |                                   |

- Capitanes de los equipos al finalizar la temporada.
- Sub: El participante se retira del programa durante el transcurso de la temporada por motivos personales, por decisión de la producción o de salud.

### Cuarta temporada
La cuarta temporada de Guerreros Puerto Rico, y la primera como Guerreros vs. Los Otros, inició el lunes 1 de junio de 2020 y finalizó el 21 de agosto del 2020. El sistema cambió, ahora desaparecieron los equipos "Cobras" y "Leones" para convertirlo en uno solo, "Guerreros" e incluyó un equipo totalmente nuevo llamado "Los Otros". "Los Guerreros", son participantes veteranos y legendarios de temporadas pasadas que son también desconocidos, famosos y deportistas de élite y profesionales, y "Los Otros", son deportistas de élite, profesionales y de alto rendimiento. Los vencedores fueron el equipo de "Los Otros". Janice Betancourt (‘La Valiente’) fue la ganadora absoluta y ganó 20 000 dólares.
| Guerreros                            | Los Otros                         |
| ------------------------------------ | --------------------------------- |
| Asaf Torres ''El Fénix''             | Addylinette Castro                |
| Bryan A. González                    | Iván Fernández                    |
| Carlos José Torres                   | Janice Betancourt ''La Valiente'' |
| Fredito Mathews                      | Jessenia Cortés                   |
| Jeanthony Medina ''Chino''           | Jomar Josué Pérez                 |
| Jeffrey Javier Cerda                 | Joshua Santana ''Robocop''        |
| Miredy Rivera ''La Sirena''          | Luis Guillermo Núñez ''Taz''      |
| Nicole Marie Colón                   | Solimar Figueroa                  |
| Nievelis González ''La Sandunguera'' | Valeria Pagán                     |
| Yaniel Rodríguez                     |                                   |
| Yillian Atkinson                     |                                   |

- Capitanes de los equipos al finalizar la temporada.
- Sub: El participante es ganador del título "MVP" de la temporada.
- Sub: El participante se retira del programa durante el transcurso de la temporada por motivos personales, de salud, por decisión de la producción o es eliminado tras perder un reto de eliminación.

### Quinta temporada
La quinta temporada de Guerreros Puerto Rico, y la tercera como Cobras vs. Leones, inició el lunes 24 de agosto de 2020 y finalizó el 18 de diciembre de 2020 en donde fueron presentados los competidores, con el lema La Gran Batalla. El sistema cambió y regresó, ahora son equipos mixtos: ("Cobras" y "Leones"). Esta temporada fue más extrema que las anteriores, continúan la mayoría de participantes, los mismos equipos y se sumaron nuevos, y las competencias son más fuertes e intensas. Los vencedores fueron el equipo de los "Leones". Miredy Rivera fue la ganadora absoluta y se llevó 40 000 dólares.
| Cobras                               | Leones                            |
| ------------------------------------ | --------------------------------- |
| Abdiel ''AJ'' Vargas                 | Abraham Jorge Limery              |
| Adriana Pesquera                     | Addylinette Castro                |
| Asaf Torres ''El Fénix''             | Edgar Gabriel Rivera ''El Hyper'' |
| Carlos José Torres                   | Fredito Mathews                   |
| Janice Betancourt ''La Valiente''    | Iván Fernández                    |
| Jeanthony Medina ''Chino''           | Jeffrey Javier Cerda              |
| Joshua Santana ''Robocop''           | Jomar Josué Pérez                 |
| Luis Guillermo Núñez ''Taz''         | Miredy Rivera ''La Sirena''       |
| Nievelis González ''La Sandunguera'' | Nicole Marie Colón                |
| Paola Fernández ''La Dura''          | Solimar Figueroa                  |
| Valeria Pagán                        |                                   |
| Yessenia Ruiz                        |                                   |

- Capitanes de los equipos al finalizar la temporada.
- Capitanes sustitutos, en caso de salida del capitán de su equipo por lesión, eliminación o por otro motivo (por lo general, estos capitanes sustitutos son escogidos por sus capitanes oficiales) o co-capitanes de los equipos al finalizar la temporada.
- Sub: El participante es ganador del título "MVP" de la temporada.

### Sexta temporada
La sexta temporada de Guerreros Puerto Rico, y la cuarta como Cobras vs. Leones inició el lunes 11 de enero de 2021 y finalizó el lunes 17 de enero de 2022. El lema de la temporada es Recargado. Los vencedores fueron el equipo de las "Cobras".
| Cobras                           | Leones                            |
| -------------------------------- | --------------------------------- |
| Abdiel ''AJ'' Vargas             | Addylinnette Castro               |
| Adriana Pesquera                 | Asaf Torres ''El Fénix''          |
| Carlos Caquías ''Thor''          | Edgar Gabriel ''El Hyper''        |
| Dan Pastrana ''El Halcón''       | Efraín Pagán                      |
| Jeanthony Medina ''Chino''       | Francis Torres “El Kraken”        |
| Joshua Santana ''Robocop''       | Fredito Mathews                   |
| Luis Guillermo Núñez ''Taz''     | Iván Fernández                    |
| Miredy Rivera ''La Sirena''      | Janice Betancourt ''La Valiente'' |
| Nievelis González ''La Amazona'' | Jeffrey Javier Cerda              |
| Paola Fernández ''La Dura''      | Luis Centeno "Centrueno"          |
| Valeria Pagán                    | Nicole Marie Colón                |
|                                  | Solimar Figueroa                  |
| Thalia Rivera                    |                                   |
| Wilmar Amaris Arce "La Furia"    |                                   |
| Yaniel Rodríguez                 |                                   |

Notas
- Capitanes de los equipos al finalizar la temporada.
- Capitanes sustitutos, en caso de salida del capitán de su equipo por lesión, eliminación o por otro motivo (por lo general, estos capitanes sustitutos son escogidos por sus capitanes oficiales).
- Sub: El participante es ganador del título "MVP" de la temporada.
- Sub: El participante se retira del programa durante el transcurso de la temporada por motivos personales o de salud o es eliminado tras perder un reto de eliminación.

### Séptima temporada
La séptima temporada de Guerreros Puerto Rico, y la quinta como Cobras vs. Leones inició el martes 18 de enero de 2022 e hizo pausa el 2 de julio de 2022,y reanudándose el lunes 15 de agosto de 2022 y terminando el 22 de diciembre de 2022. El lema de la temporada es Nueva Generación. Los vencedores fueron el equipo de las "Cobras".
Durante la temporada se realiza una clasificación para la próxima temporada en la que nuevamente desaparecerán los equipos "Cobras" y "Leones" para convertirlo en uno solo, "Guerreros". De igual manera, incluyó un equipo totalmente nuevo llamado "Los Otros".
| Cobras                           | Leones                        |
| -------------------------------- | ----------------------------- |
| Abdiel ''AJ'' Vargas             | Adriana Pesquera              |
| Christopher James                | Alondra López                 |
| Edgar Gabriel ''El Hyper''       | Dan Pastrana ''El Halcón''    |
| Fernando Pis "Salvaje"           | Carlos Caquías ''Thor''       |
| Jeanthony Medina ''Chino''       | Emilio Merced R. ''Emil''     |
| Joshua Santana ''Robocop''       | Gabriela Short "Shorty"       |
| José Ale Rosa ''El Tanque''      | Jeffrey Javier Cerda          |
| Lourdes Medina ''LuLú''          | Jonuel Méndez Ruiz ''Coyote'' |
| Lyann Mena                       | Karelys Ramos                 |
| Naomi Núñez                      | Luis Centeno "Centrueno"      |
| Nicole Marie Colón               | María del Mar Cruz            |
| Nievelis González ''La Amazona'' | Paola Fernández ''La Dura''   |
| Paola de Jesús Rivera            | Solimar Figueroa              |
| Seyna Santos                     | Valeri Tirado ''C. Flow''     |
| Valeria Pagán                    | Yessenia Ruiz                 |
| Wilmar Amaris Arce "La Furia"    |                               |
| Yafed Marrero ''Tiburón''        |                               |
| Yaniel Rodríguez                 |                               |
| Yillian Atkinson “La Pelua”      |                               |

Notas
- Capitanes de los equipos al finalizar la temporada.
- Capitanes sustitutos, en caso de salida del capitán de su equipo por lesión, eliminación o por otro motivo (por lo general, estos capitanes sustitutos son escogidos por sus capitanes oficiales).
- Sub: El participante es ganador del título "MVP" de la temporada.
- Sub: El participante se retira del programa durante el transcurso de la temporada por motivos personales o de salud o es eliminado tras perder un reto de eliminación.
- El participante se encuentra fuera de la competencia actualmente debido a una situación de fuerza mayor o una suspensión.

### Octava temporada
La octava temporada de Guerreros Puerto Rico, y la segunda como Guerreros vs. Los Otros, ahora denominada Guerreros vs. Los Otros 2.0, inició el martes 5 de julio de 2022 y debió terminar el 12 de agosto de 2022, pero no hubo final debido a las lesiones en los equipos y por ende no hubo un equipo ganador. El sistema nuevamente cambió, ahora desaparecieron los equipos "Cobras" y "Leones" para convertirlo en uno solo, "Guerreros" e incluyó un equipo totalmente nuevo llamado "Los Otros". "Los Guerreros", son participantes veteranos y legendarios de temporadas pasadas que son también desconocidos, famosos y deportistas de élite y profesionales, y "Los Otros", son deportistas de élite, profesionales y de alto rendimiento.
| Guerreros                        | Los Otros                    |
| -------------------------------- | ---------------------------- |
| Abdiel ''AJ'' Vargas             | Luis Guillermo Núñez ''Taz'' |
| Carlos Caquías ''Thor''          | Annie Corcino Méndez         |
| Dan Pastrana ''El Halcón''       | Emilio Merced R. ''Emil''    |
| Jonuel Méndez Ruiz ''Coyote''    | Jeffrey Javier Cerda         |
| Luis Centeno ''Centella''        | Jomar DesJardin V. ''Flash'' |
| Nicole Marie Colón               | José Ale Rosa ''El Tanque''  |
| Nievelis González ''La Amazona'' | Junairys ''Juna'' Vázquez    |
| Paola Fernández ''La Dura''      | Liz Jelian ''La Taina''      |
| Valeri Tirado ''C. Flow''        | Nicole ''Nicky'' Mundo       |
|                                  | Yafed Marrero ''Tiburón''    |

- Capitanes de los equipos al finalizar la temporada.
- Sub: El participante es ganador del título "MVP" de la temporada.
- Sub: El participante se retira del programa durante el transcurso de la temporada por motivos personales, de salud, por decisión de la producción o es eliminado tras perder un reto de eliminación.
- Sub: El participante es intercambiado de equipo durante la temporada.
- Sub: El participante es retirado del programa por producción.
- El participante se encuentra compitiendo actualmente.
- El participante se encuentra compitiendo actualmente y esta temporada no se terminó todavía.

### Novena temporada (Final)
La novena temporada de Guerreros Puerto Rico,  la sexta como Cobras vs. Leones y ahora como Guerreros Extremo, inició el 22 de mayo de 2023 y terminó el 31 de agosto de 2023.
| Cobras                            | Leones                           |
| --------------------------------- | -------------------------------- |
| Carlos Caquias ''Thor''           | Jeffrey Javier Cerda ''Mamba''   |
| Nicole Marie Colón ''La Warrior'' | Paola Fernández ''La Dura''      |
| Yafed Marrero ''Tiburón''         | Dan Pastrana ''El Halcón''       |
| Lyann Mena ''Lily Power''         | Gloriely Orozco"Glow"            |
| Louis Foure García ''El Nene''    | Justine Joel Rivera ''Antorcha'' |
| Liz Jelian ''La Taína''           | Andrea Nahir Ruiz ''La Pantera'' |
| Nievelis González ''La Amazona''  | Gabriela Aponte ''La Diamante''  |
| Christopher James ''Papi Rico''   | Luis Centeno ''Centella''        |
| Natalie de Jesús Vikinga          | Jorge ''Lobo'' Mercado           |
| Abdiel ''AJ'' Vargas              | Yaseth Bonano                    |
| Solimar ''Big Mama'' Figueroa     | Wilmar Amaris Arce ''Furia''     |
| Widnely Lugo                      |                                  |
| Alec Vélez ''Ken'' Mercado        |                                  |

- Capitanes de los equipos al finalizar la temporada.
- Sub: El participante es ganador del título "MVP" de la temporada.
- Sub: El participante se retira del programa durante el transcurso de la temporada por motivos personales, de salud, por decisión de la producción o es eliminado tras perder un reto de eliminación.
- Sub: El participante es intercambiado de equipo durante la temporada.
- Sub: El participante es retirado del programa por producción.
- El participante se encuentra compitiendo actualmente.

### Guerreritos
En noviembre de 2020, poco después de iniciada la quinta temporada de Guerreros en 2 programas y 2 días, se dio a conocer "Guerreritos", una versión especial del programa adaptada para niños. El programa contó con un especial en 2 programas y 2 días, Guerreritos Cobras Vs. Leones, siguiendo de esta forma la cronología del programa principal. En diciembre de 2020 se anunció el final de temporada. Durante el especial de dos especiales fue presentado por Diane Ferrer y José Figueroa, también en una versión especial del programa adaptada para niños, y Don Emilio como el locutor presentador.
- Tabla de participantes:

| Guerreritos         |    |  |  |  |  |  |  |  |  |  |  |  |  |  |  |  |  |  |  |  |  |  |  |  |  |  |  |  |  |  |  |  |  |  |  |  |  |  |  |  |  |  |  |  |  |  |  |  |  |
| 1                   |    |  |  |  |  |  |  |  |  |  |  |  |  |  |  |  |  |  |  |  |  |  |  |  |  |  |  |  |  |  |  |  |  |  |  |  |  |  |  |  |  |  |  |  |  |  |  |  |  |
| Airam               | L. |  |  |  |  |  |  |  |  |  |  |  |  |  |  |  |  |  |  |  |  |  |  |  |  |  |  |  |  |  |  |  |  |  |  |  |  |  |  |  |  |  |  |  |  |  |  |  |  |
| Bryan               | C. |  |  |  |  |  |  |  |  |  |  |  |  |  |  |  |  |  |  |  |  |  |  |  |  |  |  |  |  |  |  |  |  |  |  |  |  |  |  |  |  |  |  |  |  |  |  |  |  |
| Damián              | C. |  |  |  |  |  |  |  |  |  |  |  |  |  |  |  |  |  |  |  |  |  |  |  |  |  |  |  |  |  |  |  |  |  |  |  |  |  |  |  |  |  |  |  |  |  |  |  |  |
| Graciela            | C. |  |  |  |  |  |  |  |  |  |  |  |  |  |  |  |  |  |  |  |  |  |  |  |  |  |  |  |  |  |  |  |  |  |  |  |  |  |  |  |  |  |  |  |  |  |  |  |  |
| Gregory             | C. |  |  |  |  |  |  |  |  |  |  |  |  |  |  |  |  |  |  |  |  |  |  |  |  |  |  |  |  |  |  |  |  |  |  |  |  |  |  |  |  |  |  |  |  |  |  |  |  |
| Ilriz               | C. |  |  |  |  |  |  |  |  |  |  |  |  |  |  |  |  |  |  |  |  |  |  |  |  |  |  |  |  |  |  |  |  |  |  |  |  |  |  |  |  |  |  |  |  |  |  |  |  |
| Khloé               | C. |  |  |  |  |  |  |  |  |  |  |  |  |  |  |  |  |  |  |  |  |  |  |  |  |  |  |  |  |  |  |  |  |  |  |  |  |  |  |  |  |  |  |  |  |  |  |  |  |
| Sebastián           | L. |  |  |  |  |  |  |  |  |  |  |  |  |  |  |  |  |  |  |  |  |  |  |  |  |  |  |  |  |  |  |  |  |  |  |  |  |  |  |  |  |  |  |  |  |  |  |  |  |
| Thanayris Gutiérrez | L. |  |  |  |  |  |  |  |  |  |  |  |  |  |  |  |  |  |  |  |  |  |  |  |  |  |  |  |  |  |  |  |  |  |  |  |  |  |  |  |  |  |  |  |  |  |  |  |  |
| Valeria             | L. |  |  |  |  |  |  |  |  |  |  |  |  |  |  |  |  |  |  |  |  |  |  |  |  |  |  |  |  |  |  |  |  |  |  |  |  |  |  |  |  |  |  |  |  |  |  |  |  |
| Yangel              | L. |  |  |  |  |  |  |  |  |  |  |  |  |  |  |  |  |  |  |  |  |  |  |  |  |  |  |  |  |  |  |  |  |  |  |  |  |  |  |  |  |  |  |  |  |  |  |  |  |
| Zaid Rivera         | L. |  |  |  |  |  |  |  |  |  |  |  |  |  |  |  |  |  |  |  |  |  |  |  |  |  |  |  |  |  |  |  |  |  |  |  |  |  |  |  |  |  |  |  |  |  |  |  |  |
|                     |    |  |  |  |  |  |  |  |  |  |  |  |  |  |  |  |  |  |  |  |  |  |  |  |  |  |  |  |  |  |  |  |  |  |  |  |  |  |  |  |  |  |  |  |  |  |  |  |  |

| Equipo ganador por temporada | Equipo ganador por temporada |
| 1                            |                              |
| ---------------------------- | ---------------------------- |
| Cobras                       |                              |

## Tabla de Temporadas Internacionales
| Año  | Temp. | Denominación                                         | Estreno                 | Equipo Ganador                                                            | Competencias internacionales           | Competencias internacionales         |
| Año  | Temp. | Denominación                                         | Estreno                 | Equipo Ganador                                                            | Mejor guerrero                         | Mejor guerrera                       |
| ---- | ----- | ---------------------------------------------------- | ----------------------- | ------------------------------------------------------------------------- | -------------------------------------- | ------------------------------------ |
| 2019 | 1     | Guerreros La Gran Batalla, Colombia vs. Puerto Rico  | 11 de noviembre de 2019 | Colombia                                                                  | Fredito Mathews                        | Nievelis González ''La Sandunguera'' |
| 2020 | 2     | Guerreros La Gran Revancha, Colombia vs. Puerto Rico | 3 de febrero de 2020    | Puerto Rico                                                               | Carlos Castro "Potro"                  | Alba Prado                           |
| 2020 | 3     | Guerreros Cobras vs. Leones Internacional            | 17 de febrero de 2020   | Las Cobras (la estrella es únicamente en Cobras vs. Leones Internacional) | -                                      | -                                    |
| 2021 | 4     | Guerreros, Esto es Guerra, Perú vs Puerto Rico       | 8 de marzo de 2021      | Puerto Rico                                                               | Hugo García / Asaf Torres ''El Fénix'' | Nievelis González ''La Amazona''     |
| 2021 | 5     | Guerreros Batalla Final, Colombia vs. Puerto Rico    | 2 de agosto de 2021     | Puerto Rico                                                               | -                                      | -                                    |
| 2021 | 6     | Guerreros Cobras vs. Leones Internacional #2         | 10 de agosto de 2021    | Las Cobras (no obtuvieron la estrella internacional)                      | -                                      | -                                    |
| 2021 | 7     | Guerra Perú vs. Puerto Rico                          | 8 de noviembre de 2021  | Perú                                                                      | -                                      | -                                    |

## Competencias internacionales

### La Gran Batalla
Una nueva temporada especial de Guerreros llamada Guerreros, la gran batalla, Colombia Vs. Puerto Rico inició el 11 de noviembre de 2019 y terminó el 22 de noviembre de 2019. Se transmitió en ambos países por el Canal 1 y por Wapa TV. En esta temporada el equipo ganador fue "Colombia".
| Colombia                    | Puerto Rico                       |
| --------------------------- | --------------------------------- |
| Carlos Castro ''Potro''     | Edgar Gabriel Rivera ''El Hyper'' |
| Dahian Muñoz                | Francis Torres ''El Kraken''      |
| Esteban Bernal ''Tebi''     | Fredito Mathews                   |
| Huberth Riascos ''Wakanda'' | Janice Betancourt ''La Valiente'' |
| Ricardo Álvarez ''Ricki''   | Jeanthony Medina ''Chino''        |
| Stephania Caicedo ''Cuca''  | Miredy Rivera ''La Sirena''       |
| Tatiana Ángel               | Nicole Marie Colón                |
| Vanessa Roldán              | Nievelis González ''La Amazona''  |

Notas
- Capitanes de los equipos.

- Sub: El participante es ganador del título ''Mejor Guerrero'' o ''Mejor Guerrera'' de la temporada.

### La Gran Revancha
Una nueva temporada especial de Guerreros llamada Guerreros, la gran revancha, Colombia Vs. Puerto Rico inició el 3 de febrero de 2020 y terminó el 14 de febrero de 2020. Se transmitió en ambos países por el Canal 1 y por Wapa TV. En esta temporada el equipo ganador fue "Puerto Rico".
| Colombia                    | Puerto Rico                       |
| --------------------------- | --------------------------------- |
| Alba Prado                  | Asaf Torres ''El Fénix''          |
| Carlos Castro ''Potro''     | Edgar Gabriel Rivera ''El Hyper'' |
| Dina Vergara                | Francis Torres ''El Kraken''      |
| Esteban Bernal ''Tebi''     | Fredito Mathews                   |
| Huberth Riascos ''Wakanda'' | Janice Betancourt ''La Valiente'' |
| Juan David Aldana †         | Jeanthony Medina ''Chino''        |
| Ovidio Asprilla             | Jeffrey Cerda ''Black Mamba''     |
| Ricardo Álvarez ''Ricki''   | Miredy Rivera ''La Sirena''       |
| Stephania Caicedo ''Cuca''  | Nicole Marie Colón                |
| Tatiana Ángel               | Nievelis González ''La Amazona''  |
|                             | Yillian Atkinson                  |

Notas
- Capitanes de los equipos.
- Sub: El participante es ganador del título ''Mejor Guerrero'' o ''Mejor Guerrera'' de la temporada.
- Sub: El participante se retira del programa durante el transcurso de la temporada por motivos personales o de salud.

### Cobras Vs. Leones Internacional
Una nueva temporada especial de Guerreros llamada Guerreros, Cobras Vs. Leones Internacional inició el 17 de febrero de 2020 y terminó el 21 de febrero de 2020. Se transmitió en ambos países por el Canal 1 y por Wapa TV. En esta temporada el equipo ganador fue "Cobras". Siendo así campeón internacional.
| Cobras                           | Leones                            |
| -------------------------------- | --------------------------------- |
| Alba Prado                       | Dina Vergara                      |
| Carlos Castro ''Potro''          | Edgar Gabriel Rivera ''El Hyper'' |
| Esteban Bernal ''Tebi''          | Fredito Mathews                   |
| Jeffrey Cerda ''Black Mamba''    | Huberth Riascos ''Wakanda''       |
| Joshua Santana ''Robocop''       | Juan David Aldana †               |
| Mónica Rosado ''La Colorá''      | Nicole Marie Colón                |
| Nievelis González ''La Amazona'' | Ovidio Asprilla                   |
| Ricardo Álvarez ''Ricki''        | Stephania Caicedo ''Cuca''        |
| Tatiana Ángel                    | Yillian Atkinson                  |

Notas
- Capitanes de los equipos.
- Capitanes sustitutos, en caso de salida del capitán de su equipo por lesión, eliminación o por otro motivo (por lo general, estos capitanes sustitutos son escogidos por sus capitanes oficiales).
- Sub: El participante es ganador del título ''Mejor Guerrero'' o ''Mejor Guerrera'' de la temporada.

### Esto es Guerra
Una nueva temporada especial de Guerreros y la segunda temporada de Esto es guerra titulada Guerreros, Esto es Guerra, Perú vs Puerto Rico, inició el 8 de marzo de 2021 y terminó el 19 de marzo de 2021. Se transmitió únicamente por el canal Wapa TV. En esta temporada el equipo ganador fue “Puerto Rico”
| Perú                     | Puerto Rico                      |
| ------------------------ | -------------------------------- |
| Hugo García              | Addylinette Castro ''Addy''      |
| Israel Dreyfus           | Adriana Pesquera                 |
| Karen Dejo               | Asaf Torres ''El Fénix''         |
| Macarena Vélez           | Francis Torres ''El Kraken''     |
| Nicola Porcella          | Joshua Santana ''Robocop''       |
| Spheffany Loza ''Tepha'' | Jeffrey Cerda ''Black Mamba''    |
|                          | Nievelis González ''La Amazona'' |
| Valeria Pagán            |                                  |

Notas
- Capitanes de los equipos.
- Sub: El participante es ganador del título ''Mejor Guerrero'' o ''Mejor Guerrera'' de la temporada.

### Batalla Final
Una nueva temporada especial de Guerreros llamada Guerreros, batalla final, Colombia Vs. Puerto Rico inició el 2 de agosto de 2021 y terminó el 9 de agosto de 2021. Esta temporada se desarrolló en los estudios de Guerreros Puerto Rico en Guaynabo. Se transmitió en ambos países por el Canal 1 y por Wapa TV. En esta temporada el equipo ganador fue "Puerto Rico".
| Colombia                    | Puerto Rico                       |
| --------------------------- | --------------------------------- |
| Alba Prado                  | Abdiel ''AJ'' Vargas              |
| Carlos Castro ''Potro''     | Addylinette Castro                |
| Dahian Muñoz                | Dan Pastrana ''El Halcón''        |
| Esteban Bernal ''Tebi''     | Edgar Gabriel Rivera ''El Hyper'' |
| Huberth Riascos ''Wakanda'' | Joshua Santana ''Robocop''        |
| Ian Valencia                | Nievelis González ''La Amazona''  |
| Ovidio Asprilla             | Paola Fernández ''La Dura''       |
| Tatiana Ángel               | Valeria Pagán                     |
| Vanessa Roldán              | Yaniel Rodríguez                  |

Notas
- Capitanes de los equipos.
- Capitanes sustitutos, en caso de salida del capitán de su equipo por lesión, eliminación o por otro motivo (solo en este caso elgegidos por producción).

### Cobras Vs. Leones Internacional #2
Una nueva temporada especial de Guerreros llamada Guerreros, Cobras Vs. Leones Internacional #2 inició el 10 de agosto de 2021 y terminó el 13 de agosto de 2021. Esta temporada se desarrolló en los estudios de Guerreros Puerto Rico en Guaynabo. Se transmitió en ambos países por el Canal 1 y por Wapa TV. En esta temporada el equipo ganador fue "Cobras", sin embargo, en esta temporada no se otorgó estrella al equipo ganador. A cambio, se entregaron sobres con beneficios o desventajas a los equipos, los cuáles influenciarán los equipos en sus respectivos países durante las temporadas principales.
| Cobras                               | Leones                                       |
| ------------------------------------ | -------------------------------------------- |
| Abdiel ''AJ'' Vargas                 | Addylinette Castro                           |
| Alba Prado                           | Dan Pastrana ''El Halcón''                   |
| Carlos Castro ''Potro''              | Edgar Gabriel Rivera ''El Hyper''            |
| Jeffrey Cerda ''Black Mamba''        | Esteban Bernal ''Tebi''                      |
| Joshua Santana ''Robocop''           | Huberth Riascos ''Wakanda''                  |
| Nicole Marie Colón                   | Ian Valencia                                 |
| Nievelis González ''La Sandunguera'' | Paola Fernández ''La Dura''                  |
| Ovidio Asprilla                      | Tatiana Ángel                                |
| Valeria Pagán                        | Miredy Rivera ''La Sirena'' (Vanessa Roldán) |

Notas
- Capitanes de los equipos.

### Guerra Perú vs. Puerto Rico
Una nueva temporada especial de Guerreros (Puerto Rico) y la cuarta temporada internacional de Esto es guerra, titulada Guerra Perú vs. Puerto Rico, inició el 8 de noviembre y finalizó el 12 de noviembre de 2021. Esta temporada duró una semana, en esta oportunidad los guerreros de Puerto Rico viajaron a Perú a los estudios de EEG en Pachacámac donde será el lugar de la competencia. Se transmitió en ambos países por América Televisión y Wapa TV.
En esta temporada el equipo ganador fue Perú.
| Perú                              | Puerto Rico                     |
| --------------------------------- | ------------------------------- |
| Allison Pastor "La Amenaza Verde" | Abdiel Vargas AJ "La Mole"      |
| Azul Grantón "La Barbie"          | Addylinette Castro "Baby Lion"  |
| Ducelia Echevarría "La Poderosa"  | Valeria Pagán "Nébula"          |
| Facundo González "El Wacho"       | Dan Pastrana "El Halcón"        |
| Matías Ochoa "La Flecha"          | Jeanthony Medina "Chino"        |
| Jota Benz "El Mamut"              | Jeffrey Javier Cerda "El Mamba" |
| Hugo García "Súper Hugo"          | Joshua Santana "Robocop"        |
| Melissa Loza "La Diosa"           | Luis Centeno "Centrueno"        |
| Patricio Parodi "La Liebre"       | Nicole Colón "La Warrior"       |
| Pancho Rodríguez "El Pitbull"     | Nievelis González "La Amazona"  |
| Paloma Fiuza "La Fiera"           | Paola Fernández "La Dura"       |
| Said Palao "El Samurái"           | Carlos Caquías "Thor"           |

## Participantes internacionales
- Tabla de participantes:

| Participantes                       | Temporada | Temporada | Temporada | Temporada | Temporada | Temporada | Temporada   |
| Participantes                       | 2019      | 2020      | 2020      | 2021      | 2021      | 2021      | 2021        |
| Participantes                       | VS - LGB  | VS - LGR  | VS - CLI  | VS - EEG  | Vs - BF   | VS - CLI2 | VS - GPVSPR |
| ----------------------------------- | --------- | --------- | --------- | --------- | --------- | --------- | ----------- |
| Carlos Castro ''Potro''             | COL.      | COL.      | C.        |           | COL.      | C.        |             |
| Dahian Muñoz                        | COL.      |           |           |           | COL.      |           |             |
| Edgar Gabriel ''El Hyper''          | P.R.      | P.R.      | L.        |           | P.R.      | L.        |             |
| Esteban Bernal ''Tebi''             | COL.      | COL.      | C.        |           | COL.      | L.        |             |
| Francis Javier Torres ''El Kraken'' | P.R.      | P.R.      |           | P.R.      |           |           |             |
| Fredito Mathews                     | P.R.      | P.R.      | L.        |           |           |           |             |
| Huberth Riascos ''Wakanda''         | COL.      | COL.      | L.        |           | COL.      | L.        |             |
| Janice Betancourt ''La Valiente''   | P.R.      | P.R.      |           |           |           |           |             |
| Jeanthony Medina ''Chino''          | P.R.      | P.R.      |           |           |           |           | P.R.        |
| Miredy Rivera ''La Sirena''         | P.R.      | P.R.      |           |           |           | L.        |             |
| Nicole Marie Colón                  | P.R.      | P.R.      | L.        |           |           | C.        | P.R.        |
| Nievelis González ''La Amazona''    | P.R.      | P.R.      | C.        | P.R.      | P.R.      | C.        | P.R.        |
| Ricardo Álvarez ''Ricki''           | COL.      | COL.      | C.        |           |           |           |             |
| Stephania Caicedo ''Cuca''          | COL.      | COL.      | L.        |           |           |           |             |
| Tatiana Ángel                       | COL.      | COL.      | C.        |           | COL.      | L.        |             |
| Vanessa Roldán                      | COL.      |           |           |           | COL.      | L.        |             |
| Alba Prado                          |           | COL.      | C.        |           | COL.      | C.        |             |
| Asaf Torres ''El Fénix''            |           | P.R.      |           | P.R.      |           |           |             |
| Dina Vergara                        |           | COL.      | L.        |           |           |           |             |
| Jeffrey Cerda ''Black Mamba''       |           | P.R.      | C.        | P.R.      |           | C.        | P.R.        |
| Juan David Aldana †                 |           | COL.      | L.        |           |           |           |             |
| Ovidio Asprilla                     |           | COL.      | L.        |           | COL.      | C.        |             |
| Yillian Atkinson                    |           | P.R.      | L.        |           |           |           |             |
| Joshua Santana "Robocop"            |           |           | C.        | P.R.      | P.R.      | C.        | P.R.        |
| Mónica Rosado "La Colorá"           |           |           | C.        |           |           |           |             |
| Addylinette Castro ''Addy''         |           |           |           | P.R.      | P.R.      | L.        | P.R.        |
| Adriana Pesquera                    |           |           |           | P.R.      |           |           |             |
| Hugo García                         |           |           |           | P.        |           |           | P.          |
| Israel Dreyfus                      |           |           |           | P.        |           |           |             |
| Karen Dejo                          |           |           |           | P.        |           |           |             |
| Macarena Vélez                      |           |           |           | P.        |           |           |             |
| Nicola Porcella                     |           |           |           | P.        |           |           |             |
| Spheffany Loza ''Tepha''            |           |           |           | P.        |           |           |             |
| Valeria Pagán                       |           |           |           | P.R.      | P.R.      | C.        | P.R.        |
| Abdiel ''AJ'' Vargas                |           |           |           |           | P.R.      | C.        | P.R.        |
| Dan Pastrana ''El Halcón''          |           |           |           |           | P.R.      | L.        | P.R.        |
| Ian Valencia                        |           |           |           |           | COL.      | L.        |             |
| Paola Fernández ''La Dura''         |           |           |           |           | P.R.      | L.        | P.R.        |
| Yaniel Rodríguez                    |           |           |           |           | P.R.      |           |             |
| Allison Pastor                      |           |           |           |           |           |           | P.          |
| Azul Grantón                        |           |           |           |           |           |           | P.          |
| Carlos Caquías "Thor"               |           |           |           |           |           |           | P.R.        |
| Ducelia Echevarría "La Poderosa"    |           |           |           |           |           |           | P.          |
| Facundo González "El Wacho"         |           |           |           |           |           |           | P.          |
| Jota Benz "El Mamut"                |           |           |           |           |           |           | P.          |
| Luis Centeno "Centrueno"            |           |           |           |           |           |           | P.R.        |
| Matías Ochoa "La Flecha"            |           |           |           |           |           |           | P.          |
| Melissa Loza "La diosa"             |           |           |           |           |           |           | P.          |
| Paloma Fiuza "La Fiera"             |           |           |           |           |           |           | P.          |
| Pancho Rodríguez "El Pitbull"       |           |           |           |           |           |           | P.          |
| Patricio Parodi "La Liebre"         |           |           |           |           |           |           | P.          |
| Said Palao "El Samurái"             |           |           |           |           |           |           | P.          |

| Equipo ganador por temporada | Equipo ganador por temporada | Equipo ganador por temporada | Equipo ganador por temporada | Equipo ganador por temporada | Equipo ganador por temporada | Equipo ganador por temporada |
| Vs - LGB                     | Vs - LGR                     | & - CLI                      | Vs - EEG                     | Vs - BF                      | & - CLI2                     | vs. - GPVSPR                 |
| ---------------------------- | ---------------------------- | ---------------------------- | ---------------------------- | ---------------------------- | ---------------------------- | ---------------------------- |
| Colombia                     | Puerto Rico                  | Cobras                       | Puerto Rico                  | Puerto Rico                  | Cobras                       | Perú                         |

## Crossovers
- Elvin Ramos López participó en la primera temporada del Reality show La voz U.S., perteneciendo al equipo Guzmán, la cual fue eliminado en sexto lugar, en los Playoffs, respectivamente.
- Emilio Merced Rosado participó en la cuarta temporada del Reality show virtual Reality show, la cual se posicionó como uno de los 8 semifinalistas.
- Andrea Nahir Ruiz fue participante de la primera temporada del programa de telerrealidad El Poder del Amor, siendo la undécima eliminada tras permanecer once semanas.
- Carlos José Torres actualmente es uno de los presentadores del magazín Pégate al Mediodía, del mismo canal WAPA-TV.
- Iván Gabriel Fernandez participó en el reality show Exatlón Estados Unidos en su séptima temporada, perteneciendo al equipo de Famosos, y fue el noveno eliminado.
- Jomar Josué Pérez apareció en el día 22 en la primera temporada del reality show FBOY Island, siendo uno de los sextos eliminados tras permanecer 3 semanas y participó en Enamorándonos: la isla.
- Edgar Gabriel Rivera estuvo en la primera temporada del reality show El Poder del Amor, la cual obtuvo el 5° Lugar.
- Yillian Atkinson también participó en la primera temporada del reality show El Poder del Amor.
- Lizbeth Cordero Torres fue participante de la segunda temporada del reality show El Poder del Amor, la cual obtuvo el 2° Lugar.
- Solimar Figueroa integró la segunda temporada del reality show El Poder del Amor, la cual obtuvo el 5° Lugar.
- Fredito Mathews fue participante de la segunda temporada del reality show El Poder del Amor, la cual obtuvo el 9° Lugar.
- Asaf Torres participó en el reality show Por Amor o Por Dinero, y abandonó por una lesión, y en la segunda temporada del otro reality show El Poder del Amor, la cual obtuvo el Tercer Lugar.
- Jeffrey Cerda actualmente es uno de los presentadores del magazín Viva la Tarde, del mismo canal WAPA-TV.

## Representación Internacional
Asaf Torres ''El Fénix'' es el único Bicampeón Internacional de la franquicia en competencia por equipos, Campeón en Guerreros en Puerto Rico y en México.

## Controversias
A lo largo del programa este mismo se ha visto comprometido en varias ocasiones, recibiendo fuertes críticas por su dudosa imparcialidad por los equipos, sus pruebas de alto riesgo, las concurrentes peleas y lesiones de los participantes, además de la veracidad de algunas situaciones presentadas en el programa.
El jueves 13 de febrero de 2020 se formó una controversia por un supuesto fraude a favor del equipo puertorriqueño, lo cual causó molestia en los televidentes, y fue ubicado y transmitido en Colombia.
El día martes 10 de marzo de 2020 se presentó su caso más sonado, el programa transmitía su tercera temporada, Guerreros Cobras Vs. Leones. El mismo presentador José Figueroa (Padrino del equipo de "Los Leones") fue involucrado, llegó de estrenó por primera vez un botón de reinicio que al presionarlo una vez ambos presentadores a la semana siguiente en el día lunes se generan algunos cambios en los equipos, pero se generó un accidente que también era inesperado e indeseado teniendo uno de tres intentos fallidos, botó el botón de reinicio con su plataforma a la piscina del estudio del programa sin tocarlo, y en consecuencia, en vivo y en directo, fue suspendido de manera indefinida y no fue presente a presentar y fue reemplazado en cuatro días durante dos semanas.
Iniciada la cuarta temporada hace dos meses (Guerreros vs. Los Otros) WAPA Televisión informó a sus empleados que las grabaciones del reality serían postergadas luego de que se reportaran nuevos casos de COVID-19 en la producción del programa, según dio a conocer el portal digital NotiCel, el día miércoles al final del programa el 5 de agosto. “A raíz de tres casos adicionales a los ya reportados esta semana en la producción de Guerreros, la gerencia tomó la decisión de postergar la grabación del programa, incluyendo la final de temporada pautada para mañana. Esta determinación se hizo con el fin de salvaguardar el bienestar de todo el personal, tanto de la producción como del resto del Canal. Se siguieron todas las medidas que establece nuestro protocolo”, comunicó el canal a través de una tercera carta enviada a los empleados y divulgada por el medio noticioso. En la carta se informó que estuvieron tomando las medidas de seguridad para poder continuar, próximamente, con las grabaciones de la producción local. Esta pausa en grabaciones, pospuso el final de temporada nuevamente, ya que el mismo estaba proyectado para transmitirse el pasado jueves y, debido al paso cercano de la tormenta Isaías, el canal optó por escoger una nueva fecha y fue el 20 de agosto.
Otras de las controversias más inesperadas por la producción de Guerreros Puerto Rico fue el movimiento creado por varios fanáticos con el hashtag #QueremosANieve que logró más de 30,000 comentarios aproximadamente en las redes sociales donde los fanáticos le pedían a Guerreros Puerto Rico y a Wapa Televisión el regreso de Nievelis González (Nieve) “La Amazona” además de los fanáticos, también se unieron participantes tanto de Leones como de Cobras como lo son Asaf Torres y Jeffrey Javier Cerda. Nunca en la historia de Guerreros Puerto Rico se había visto un movimiento tan fuerte como lo fue “Queremos a Nieve” tanto así que la producción de Guerreros Puerto Rico tomó la decisión de llamar a Nievelis González para que se integrara a la competencia el 25 de septiembre.
Otro caso similar el 9 de mayo del 2021, es el que también tiene que ver con el mismo y témido botón de reinicio, y esta vez la presentadora del mismo programa Diane Ferrer (Madrina del equipo de "Las Cobras") fue involucrada, en medio de todo éste polémico debate por varios fanáticos, y porque al finalizar el programa de ese día apretó el mismo y témido botón de reinicio, molesta, forzado y sin permiso, queriendo regresar los cambios que antes originalmente se hicieron el día 26 de febrero y el 1 de marzo los competidores debieron competir por una oportunidad de ganar un decisión de elegir a que equipo irán, y en consecuencia, en vivo y en directo, fue suspendida de manera inmediata en cuatro semanas. Sin embargo, a punto de finalizar el programa el día 16 de diciembre, otras de las controversias más inesperadas también por la producción de Guerreros Puerto Rico fue el movimiento creado por la presentadora del mismo programa porque apretó el mismo y témido botón de reinicio, molesta, forzado y sin permiso, ocasionando a raíz de las controversias realmente queriendo regresar los cambios con anterioridad. Nunca en la historia de Guerreros Puerto Rico se había visto un movimiento tan fuerte como lo fue apretar un botón de reinicio, molesto, forzado y sin permiso por un/a padrino/madrina del mismo programa tanto así que la producción de Guerreros Puerto Rico tomó la decisión de aceptar que los cambios respectivos que se generaron con anterioridad, volviendo todos los competidores a sus respectivos equipos originales faltando 5 días antes que la Gran Final de la sexta temporada.
También otro caso similar el 20 de diciembre de 2021, una carta del presidente del canal WAPA Televisión Jorge Hidalgo a los empleados, anunció que pospuso las visitas de grupos al canal, así con la final de la sexta temporada del programa mencionado, “para que haya la menor cantidad de personas posible” luego de que se reportaran nuevos casos de COVID-19 nuevamente, la final de Guerreros Puerto Rico fue cancelada por Wapa Televisión para evitar casos de coronavirus, COVID-19, nuevamente. En la misiva, Hidalgo solicitó a los empleados evitar actividades con aglomeraciones. La relacionista del canal, Migdaliz Ortiz, aseguró que hasta el momento ninguno de los participantes ha dado positivo al mismo virus y el presidente de Wapa indicó que buscó evitar contagios. El canal y el presidente optó por escoger una nueva fecha y fue el 17 de enero del año 2022.
Los participantes tuvieron que ser evacuados de emergencia el día 17 de septiembre éste fin de semana, debido al paso del Huracán Fiona en todo Puerto Rico nuevamente. Afortunadamente, no hubo daños de consideración, por lo que pudieron retomar las grabaciones con normalidad desde el programa 26 de septiembre.
El martes 20 de diciembre de 2022 muere Cynthia C. Díaz a sus 37 años a causa de un cáncer de hueso ocasionado en enero del 2020 tras haberse golpeado en el mismo set en julio del 2019 a puerta cerrada, según la producción del mismo programa le aquejaba, muriendo en el acto. El cáncer al hueso se llama Spindle cell sarcoma.
Tras la final del 31 de agosto de 2023, los fanáticos de Leones se mostraron en desacuerdo con el tercer triunfo de las Cobras.